# Zelinja Gornja (Doboj)
Pour les articles homonymes, voir Zelinja Gornja.
Zelinja Gornja (en serbe cyrillique : Зелиња Горња) est un village de Bosnie-Herzégovine. Il est situé sur le territoire de la ville de Doboj et dans la république serbe de Bosnie. Selon les premiers résultats du recensement bosnien de 2013, il compte 304 habitants.
Avant la guerre de Bosnie-Herzégovine, le village faisait entièrement partie de la municipalité de Gradačac ; après la guerre, une portion de son territoire a été rattachée à la municipalité de Doboj, intégrée à la république serbe de Bosnie.

## Géographie
Le village est situé au bord de la Zelinjska rijeka.

## Démographie

### Évolution historique de la population dans la localité
| 1948 | 1953 | 1961  | 1971  | 1981 | 1991 | 2013 |
| ---- | ---- | ----- | ----- | ---- | ---- | ---- |
| -    | -    | 1 181 | 1 066 | 958  | 818  | 304  |

|  |